# Baklan Point
Der Baklan Point (englisch; bulgarisch нос Баклан nos Baklan) ist eine felsige und 450 m lange Landspitze an der Nordküste von Nelson Island im Archipel der Südlichen Shetlandinseln. Sie bildet 1,85 km ostnordöstlich des Retamales Point und 3,47 km westsüdwestlich des Cariz Point die östliche Begrenzung der Einfahrt zur Argonavt Cove.
Britische Wissenschaftler kartierten sie 1968. Die bulgarische Kommission für Antarktische Geographische Namen benannte sie 2018 nach dem Trawler Baklan, der von den 1970er bis in die frühen 1990er Jahre für den Fischfang in den Gewässern um Südgeorgien, um die Kerguelen, um die Südlichen Orkneyinseln und um die Südlichen Shetlandinseln tätig war.